# Macrocorytha
Macrocorytha is een geslacht van wantsen uit de familie van de Tingidae (Netwantsen). Het geslacht werd voor het eerst wetenschappelijk beschreven door Carl Stål in 1873.

## Soorten
Het genus is monotypisch en bevat alleen de volgende soort:

- Macrocorytha rhomboptera (Fieber, 1844)